# Claude Road
Claude Road är en ort i Australien. Den ligger i kommunen Kentish och delstaten Tasmanien, i den sydöstra delen av landet, omkring 180 kilometer nordväst om delstatshuvudstaden Hobart. Antalet invånare är 400.
Runt Claude Road är det mycket glesbefolkat, med 2 invånare per kvadratkilometer.. Närmaste större samhälle är Sheffield, nära Claude Road.
I omgivningarna runt Claude Road växer i huvudsak städsegrön lövskog. Genomsnittlig årsnederbörd är 1 598 millimeter. Den regnigaste månaden är augusti, med i genomsnitt 204 mm nederbörd, och den torraste är januari, med 63 mm nederbörd.